# Episodi di 14º Distretto (quindicesima stagione)
La quindicesima stagione della serie televisiva 14º Distretto è stata trasmessa in anteprima in Germania da Das Erste tra il 24 aprile 2001 e il 28 gennaio 2002.
| nº | Titolo originale        | Titolo italiano | Prima TV Germania | Prima TV Italia |
| -- | ----------------------- | --------------- | ----------------- | --------------- |
| 1  | Amok                    |                 | 24 aprile 2001    |                 |
| 2  | Der süße Betrug         |                 | 8 maggio 2001     |                 |
| 3  | Harte Schule            |                 | 14 maggio 2001    |                 |
| 4  | Die große Bugwelle      |                 | 22 maggio 2001    |                 |
| 5  | Krügers Waffe           |                 | 5 giugno 2001     |                 |
| 6  | Künstlerpech            |                 | 12 giugno 2001    |                 |
| 7  | Klau am Bau             |                 | 27 novembre 2001  |                 |
| 8  | Nachtgestalten          |                 | 11 dicembre 2001  |                 |
| 9  | Rache für Eva           |                 | 18 dicembre 2001  |                 |
| 10 | Nichts als die Wahrheit |                 | 18 dicembre 2001  |                 |
| 11 | Maria                   |                 | 13 gennaio 2002   |                 |
| 12 | Verdammtes Glück        |                 | 21 gennaio 2002   |                 |
| 13 | Nichts geht mehr        |                 | 28 gennaio 2002   |                 |